# Jesus lever, graven brast
Jesus lever, graven brast är en påskpsalm av Johan Nordahl Brun från 1786. Nummer 179 i Norsk salmebok 1984. Den är översatt av Andreas Holmberg 1994. Melodin komponerades av Johann Rudolph Ahle 1687. 
Psalmen finns publicerad i sångboken Den nya sången.